# Caverna de Peak
La caverna de Peak, también conocida como Devil's Arse, es una cueva en Castleton, Derbyshire, Inglaterra. El arroyo Peakshole Water fluye a través y fuera de la cueva, que tiene la entrada de cueva más grande de Gran Bretaña.

## Visión general

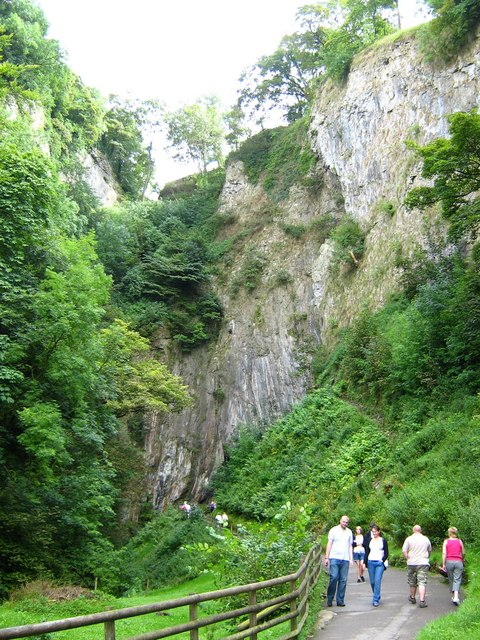
Paisaje cercano al acceso a la caverna

A diferencia de las otras cuevas turísticas en el área, la caverna de Peak es casi completamente natural; la única parte artificial de la cueva fue volada para sortear un túnel bajo al que solo se podía acceder pasando acostado en un bote. El sistema de cuevas es el más grande del Peak District, y la entrada principal es la entrada de cueva más grande de Gran Bretaña. En la leyenda, fue donde se creó el argot de los ladrones por una reunión entre Cock Lorel, líder de los pícaros, y Giles Hather, el rey de los gitanos.
Varios pasajes conducen desde la entrada, conocida como "El Vestíbulo". El único abierto al público es el "paso del lumbago", llamado así porque para atravesarlo, la mayoría de los adultos deben agacharse. La ruta continúa a través de dos cavernas principales, "The Great Cave" y "Roger Rain's House", y hacia un pasaje, "Pluto's Dining Room". Este es ahora el punto más alejado actualmente abierto al público, pero antes de 1990 la cueva se extendía casi el doble de su longitud actual; bajo "The Devil's Staircase" hasta "Halfway House" a lo largo de un sendero elevado que cruzaba un arroyo subterráneo conocido como "Inner Styx" a través de una serie de cuatro puentes de madera, debajo de "Five Arches" hasta el cruce de Buxton Water Sump. Esta sección a menudo se inunda en invierno y ocasionalmente en verano, lo que requiere la limpieza regular de escombros y la reparación de las vallas de seguridad al comienzo de la temporada turística en abril (las visitas a las cuevas no fueron un evento de todo el año hasta 1997). A mediados de la década de 1980, hubo un temor mundial por los posibles peligros del radón, un gas que se encontró presente en esta parte inferior de la cueva y un problema potencial para los guías turísticos expuestos con frecuencia a él. Esto, junto con el mantenimiento requerido, llevó a que la sección Five Arches del tour se cerrara al público en 1989, el mismo año en que la BBC filmó Las crónicas de Narnia en el lugar. Sin embargo, aún se puede autorizar su acceso para espeleólogos. Desde entonces, se han realizado esfuerzos para devolver esta área de la cueva a un estado más natural borrando la historia de su pasado de cueva turística, eliminando los puentes de madera que habían servido a generaciones de visitantes.
Desde Five Arches, se abren varias rutas para los espeleólogos. El camino principal, a la derecha, conduce a "Victoria Aven ", un largo considerable y luego a "Far Sump ", a través del cual se encuentra Far Sump Extension. Esta área se exploró por primera vez en 1980, pero el acceso difícil limitó los descubrimientos hasta que se abrieron rutas desde Speedwell Cavern y Over Engine Mine de James Hall en 1996. Esto permitió una mayor exploración, y en 1999 se descubrió Titan Shaft, a 141,5 metros (464 pies) el pozo más profundo de Gran Bretaña.

## Nombre
Históricamente, la cueva se conocía como Devil's Arse ("el Culo del Diablo"), nombre con el que se describe en la obra Britannia de William Camden de 1586:

...hay una cueva o agujero dentro de la tierra llamado, salvando vuestra reverencia, El Culo del Diablo, que se abre con una boca ancha y tiene en él muchos recovecos y salas de descanso, donde, en verdad, Gervasio de Tilbury, ya sea para por falta de saber la verdad, o por el placer que tenía en fabulaciones, ha escrito que un pastor vio un país muy ancho y grande con ríos y arroyos corriendo aquí y allá a través de él, y enormes estanques de aguas muertas y estancadas. No obstante, a causa de estas y otras fábulas parecidas, este Hoyo se considera una de las maravillas de Inglaterra...

La caverna fue declarada como una de las Siete Maravillas de Peak District por el filósofo Thomas Hobbes en su libro de 1636 De Mirabilibus Pecci.
Daniel Defoe usa el mismo nombre en su obra Un viaje a través de toda la isla de Gran Bretaña (1724-1726).

## Eventos
La caverna ha sido escenario para conciertos de Jarvis Cocker, Richard Hawley y The Vaccines . En 2013, los operadores turísticos comenzaron a promover más conciertos y eventos como una forma de asegurar nuevas fuentes de ingresos. Se transformó en un cine durante el Sheffield Doc/Fest en 2013 para una proyección de The Summit  a la que asistieron 500 personas. El éxito de este evento dio lugar a proyecciones todas las noches durante el Doc/Fest 2014, incluyendo Felicidad y Cave of Forgotten Dreams.